# Hapalosoma
Genre
Hapalosoma est un genre d’oursins (échinodermes) réguliers de la famille des Echinothuriidae.

## Liste des espèces
Selon World Register of Marine Species (1 septembre 2015) :
- Hapalosoma amynina Anderson, 2013 -- Nouvelle-Zélande
- Hapalosoma gemmiferum Mortensen, 1934 -- Japon
- Hapalosoma pellucidum (A. Agassiz, 1879) -- Indonésie
- Hapalosoma pulchrum Rowe, 1989 -- Sud-est de l'Australie